# 스즈키 유마
스즈키 유마(일본어: 鈴木 優磨, 1996년 4월 26일 ~ )는 일본의 축구 선수로, 포지션은 공격수이다. 2022년 현재 J1리그의 가시마 앤틀러스에서 뛰고 있다.

## 선수 생활

### 유소년 시절
스즈키 유마는 초등학교 1학년 때부터 가시마 앤틀러스 유소년 팀에 다녔다. 유스 초등부를 거쳐 정식 유스팀과 계약을 맺었고, 2014년에는 J유스 대회에서 우승을 차지했다.

### 가시마 앤틀러스
2015 시즌을 앞두고 가시마 앤틀러스의 1군 선수단에 등록되었다. 9월 12일 후기 리그 10라운드 감바 오사카전에서 프로 데뷔전을 가졌으며, 후반 추가 시간에 프로 첫 득점까지 성공시켰다. 10월 17일 후기 14라운드 가시와 레이솔과의 경기에서 또다시 추가시간에 결승골을 기록하였다. 2016 시즌 챔피언 결정전 우라와 레드 다이아몬즈와의 경기에서 페널티킥을 획득, 성공시키며 구단의 우승에 공헌하였다.

## 통계
2017년 12월 2일 기준
| 선수 기록  | 선수 기록       | 선수 기록  | 리그 | 리그 | FA컵 | FA컵 | 리그컵 | 리그컵 | 대륙대회 | 대륙대회 | 총합 | 총합 |
| 시즌       | 구단            | 리그       | 출장 | 득점 | 출장 | 득점 | 출장   | 득점   | 출장     | 득점     | 출장 | 득점 |
| 일본       | 일본            | 일본       | 리그 | 리그 | FA컵 | FA컵 | 리그컵 | 리그컵 | 대륙대회 | 대륙대회 | 총합 | 총합 |
| ---------- | --------------- | ---------- | ---- | ---- | ---- | ---- | ------ | ------ | -------- | -------- | ---- | ---- |
| 2014       | 가시마 앤틀러스 | J1         | 0    | 0    | 0    | 0    | 0      | 0      | -        | -        | 0    | 0    |
| 2015       | 가시마 앤틀러스 | J1         | 7    | 0    | 2    | 0    | 1      | 0      | 0        | 0        | 10   | 0    |
| 2016       | 가시마 앤틀러스 | J1         | 31   | 8    | 4    | 1    | 6      | 0      | 0        | 0        | 41   | 9    |
| 2017       | 가시마 앤틀러스 | J1         | 26   | 6    | 4    | 2    | 3      | 1      | 8        | 4        | 41   | 13   |
| 커리어통산 | 커리어통산      | 커리어통산 | 64   | 14   | 10   | 3    | 10     | 1      | 8        | 4        | 92   | 22   |